# Arrecife
Arrecife és un municipi canari que pertany a la província de Las Palmas. Està situat a l'est de l'illa de Lanzarote i n'és la capital. El seu clima és subtropical, amb escasses precipitacions. És el municipi de menor extensió de l'illa, amb 22 km² de superfície, però alhora n'és el més poblat, amb 56.834 habitants (INE 2007).

## Descripció
El centre històric d'Arrecife se situa a la façana marítima de la ciutat i els seus voltants: des de l'entorn de la playa del Reducto fins al Charco de San Ginés, una llacuna d'aigua marina que penetra cap a l'interior de la ciutat. Al voltant d'aquesta zona és on hi ha alguns dels llocs de major interès de la ciutat, com ara la parròquia de San Ginés Obispo, el Castell de San Gabriel o la zona comercial del carrer Real. Seguint la línia de la costa cap al nord es troben els dos ports de la ciutat: el pesquer, anomenat puerto de Naos, i el principal (comercial, de mercaderies i creuers), anomenat puerto de los Mármoles, tercer en importància de les Illes Canàries. Prop d'aquest darrer hi ha l'altra fortalesa de la ciutat, el Castell de San José, en el qual hi ha un Museu Internacional d'Art Contemporani. Cap a l'interior hom hi troba els barris perifèrics, entre els quals destaquen Santa Coloma, Valterra, Altavista, Argana, La Vega, San Francisco Javier i Maneje.

## Història
La seva ubicació a l'abric dels corrents oceànics, gràcies a un conjunt d'"esculls" rocallosos i illots, va permetre créixer Arrecife com a port comercial i pesquer i anar guanyant importància fins a arrabassar la capitalitat de l'illa a la Vila de Teguise el 1852. La seva principal activitat econòmica durant dècades va ser la pesca, com a base fonamental de la flota que pescava en el banc pesquer Canari-Saharià. Amb l'ocupació del Sàhara Occidental per part del Marroc, el 1975, la pesca entrà en decadència, i amb ella la indústria conservera i de salaó que s'havia generat entorn d'ella. Com a centre agrícola es produeixen sobretot alls, cebes, ordi i cigrons. Arrecife s'ha anat convertint en una ciutat amb una economia basada en el sector dels serveis, com a centre comercial i administratiu de l'Illa de Lanzarote. En les últimes dècades Arrecife ha experimentat un gran creixement demogràfic degut fonamentalment a l'arribada de població immigrant.

## Persones il·lustres
- Blas Cabrera, físic (1878-1945)
- César Manrique (1919-1992)
- Goya Toledo, actriu (1969)
- Rosana, cantant (1963)